# Zbigniew Sieja
Zbigniew Sieja (ur. 10 września 1966) – polski piłkarz, występujący na pozycji obrońcy.

## Życiorys
Wychowanek Rakowa Częstochowa, w 1985 roku został wcielony do pierwszej drużyny. Z klubem tym w sezonie 1993/1994 awansował do I ligi. W najwyższej polskiej klasie rozgrywkowej zadebiutował 30 lipca 1994 roku w przegranym 2:6 meczu z Olimpią Poznań, w którym otrzymał czerwoną kartkę. W Rakowie Sieja występował do 1997 roku, rozgrywając łącznie 66 meczów na poziomie pierwszoligowym. Następnie przeszedł do węgierskiego drugoligowego Komlói Bányász SK, gdzie występował przez półtora roku. Na początku 1999 roku na zasadzie wolnego transferu przeszedł do A-klasowego Sokoła Olsztyn. Na początku 2001 roku przeszedł do Pogoni Blachownia. Na dalszym etapie kariery grał także w Sokole Wręczyca Wielka.

## Statystyki ligowe
| Sezon     | Klub              | Liga    | Mecze | Gole |
| --------- | ----------------- | ------- | ----- | ---- |
| 1990/1991 | Raków Częstochowa | II liga | 9     | 0    |
| 1991/1992 | Raków Częstochowa | II liga | 12    | 0    |
| 1992/1993 | Raków Częstochowa | II liga | 24    | 0    |
| 1993/1994 | Raków Częstochowa | II liga | 33    | 0    |
| 1994/1995 | Raków Częstochowa | I liga  | 23    | 0    |
| 1995/1996 | Raków Częstochowa | I liga  | 22    | 0    |
| 1996/1997 | Raków Częstochowa | I liga  | 21    | 0    |
| 1997/1998 | Komlói Bányász SK | NB I/B  | 14    | 0    |